# Zelandopsyche ingens
Zelandopsyche ingens is een schietmot uit de familie Oeconesidae. De soort komt voor in het Australaziatisch gebied.